# Delta Force 2: The Colombian Connection
Delta Force 2: The Colombian Connection is een Amerikaanse actiefilm uit 1990 onder regie van Aaron Norris, met Chuck Norris in de hoofdrol. De film is het vervolg op The Delta Force (1986).

## Verhaal
Op besluit van de generaal wordt een commando van de Delta Force, onder bevel van kolonel Scott McCoy en majoor Bobby Chavez, naar Colombia gestuurd om Amerikaanse gijzelaars te bevrijden uit de handen van drugshandelaar Ramon Cota.

## Rolverdeling
| Acteur          | Personage           |
| --------------- | ------------------- |
| Chuck Norris    | Colonel Scott McCoy |
| Billy Drago     | Ramon Cota          |
| John P. Ryan    | General Taylor      |
| Richard Jaeckel | DEA Agent John Page |
| Begoña Plaza    | Quiquina Esquilinta |
| Paul Perri      | Major Bobby Chavez  |
| Héctor Mercado  | Miguel              |
| Mark Margolis   | General Olmedo      |
| Mateo Gómez     | Ernesto Flores      |
| Ruth de Sosa    | Rita Chavez         |